# 군령포항 (거제시)
군령포항(軍令浦港)은 경상남도 거제시 사등면 창호리, 가조도에 있는 어항이다. 2003년 2월 3일 어촌정주어항으로 지정하여 관리하고 있다. 시설관리자는 거제시장이다.

## 어항 연혁
- 가조도의 남동쪽에 위치하여 한려수도의 깊숙한 포구로 임진왜란때 수군(水軍)이 머물면서 군령을 받았다는 갯마을이다.

## 어항 구역
- 수역: 미지정(거제시 사등면 창호리 1905-7번지 수역)
- 육역: 미지정

## 어항 시설
- 물양장, 선착장

## 주요 어종
- 미더덕, 홍합, 도다리, 노래미, 멸치